# 构件图

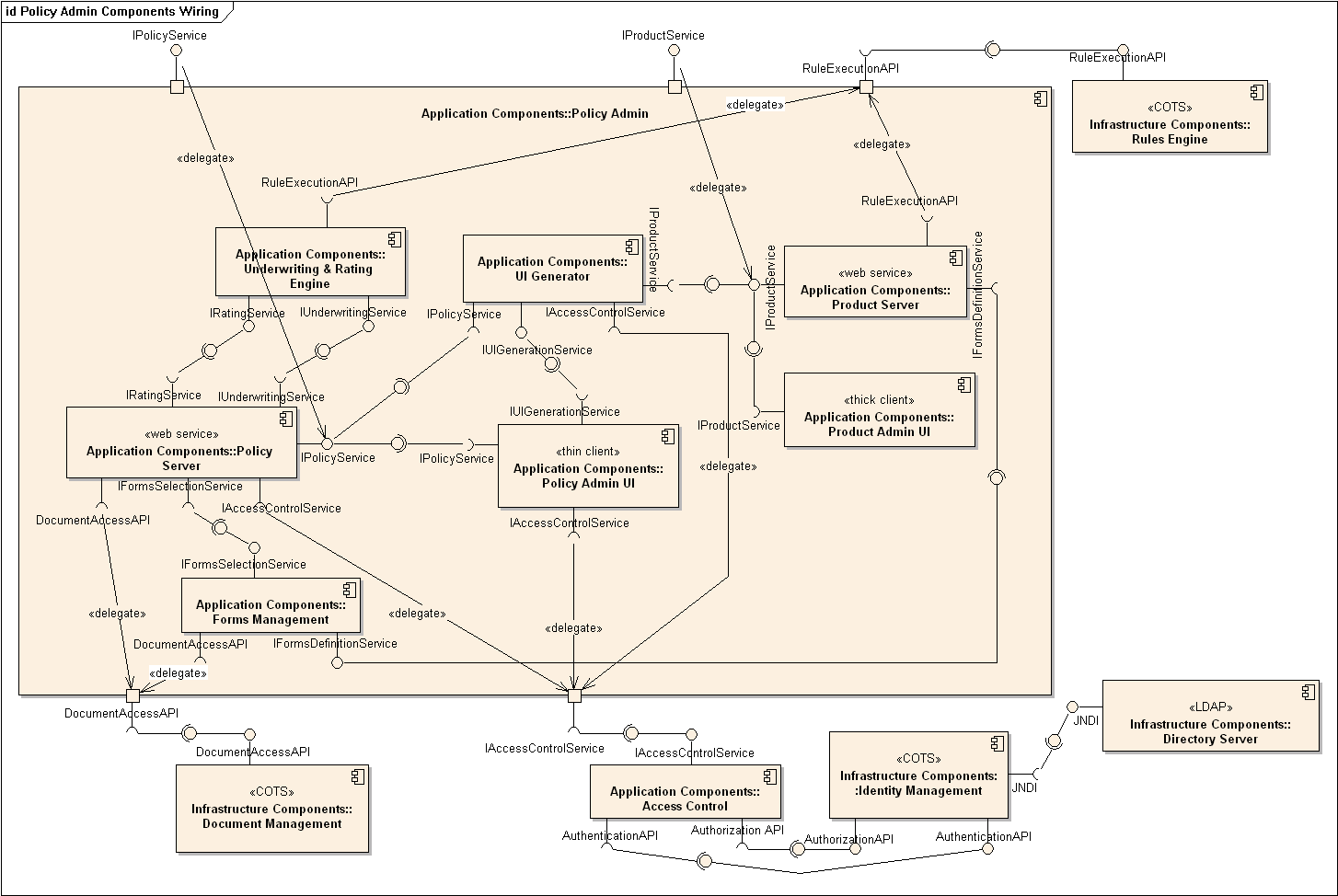
保险政策管理系统组件图

在统一建模语言中，构件图（component diagram）又称组件图，是表示组件是如何互相组织以构建更大的组件或是软件系统的，其被用来标示任意复杂系统的结构。
在管理学中，是表现系统中各种软件组件及其相互间的依赖关系的结构图。
在计算机学中，是展示构件的内部组织和构件之间相互关系的图，由构件、接口和连接件等主要元素构成。

## 概要
统一建模语言的组件是封装了可执行特定功能的单位，这些组件的类型包括：可执行文件、文档、数据库表格、文件和库文件等。
组合连接器将一个组件提供的接口绑定至另外一个组件的必需接口。这代表着两个组件间“服务消费者——服务提供者”的关系。
“组合连接器”是一个“连接一个提供服务，另一个需求该服务的两个组件间的连接器。一个组件连接器定义了一个从必需接口到提供接口或端口的连接器。”
当使用组件图展示组件的内部结构时，提供和必需两接口的相关组件能代理对应的接口至他们包含的组件中。
“代理连接器”是“连接至一个组件的外部链接器（定义为它的端口）至其组件内部的实现的连接器。"
上述例子展示了典型的保险政策管理系统的可能的样子。上面图标的每一个组件可能有另一个组件图用于表示其内部结构。
元件圖用以說明系統中各軟體元件間之配置結構與關係。系統元件與結構塑模主要是以元件圖視覺化地表達系統中實體元件間的靜態結構關係，以及說明其建構細節。

## 符号
可以在右上角矩形中的小矩形中包含其类型，其中可以包含两个或更多的小矩形。
棒棒糖，一个圆圈在一个棍子上表示实现或提供的接口。插座符号是半圆在一个棍子上，能被放进棒棒糖符号中。插座符号代表依赖或必需接口。